# Ахвердян, Биуракн
Биуракн Ахвердян (нидерл. Biurakn Hakhverdian, арм. Բյուրակն Հախվերդյան; 4 октября 1985, Лейден) — нидерландская ватерполистка. Победительница Олимпийских игр 2008 года в составе сборной Нидерландов, чемпионка Европы среди молодёжи 2004 года. Трёхкратная чемпионка страны (2007, 2009, 2010), обладательница Кубка (2009) и Суперкубка Нидерландов (2012).

## Биография
Биуракн Ахвердян, армянка по национальности. Родилась 4 октября 1985 года, в маленьком голландском городе Лейден, в семье армян выходцев из Ирана. Первые шаги в ватерполо делала в родном городе, где играла за городскую команду «ZVL» (Zwem Vereniging Leiden). В 2000 году была впервые вызвана в молодёжную сборную Нидерландов, в которой спустя два года была уже капитаном команды. С 2004 года Ахвердян регулярно вызывалась в основную сборную страны. В 2005 году Ахвердян перешла в греческий «Этникос» из Пирей. Однако спустя три месяца, из-за внутренних разногласий в клубе, вернулась на родину, где заключила контракт с клубом «Полар Беарс». В 2008 году, Ахвердян, в составе сборной Нидерландов стала победительницей Олимпийских игр, проходивших в Пекине.